# Riplemarki falowe

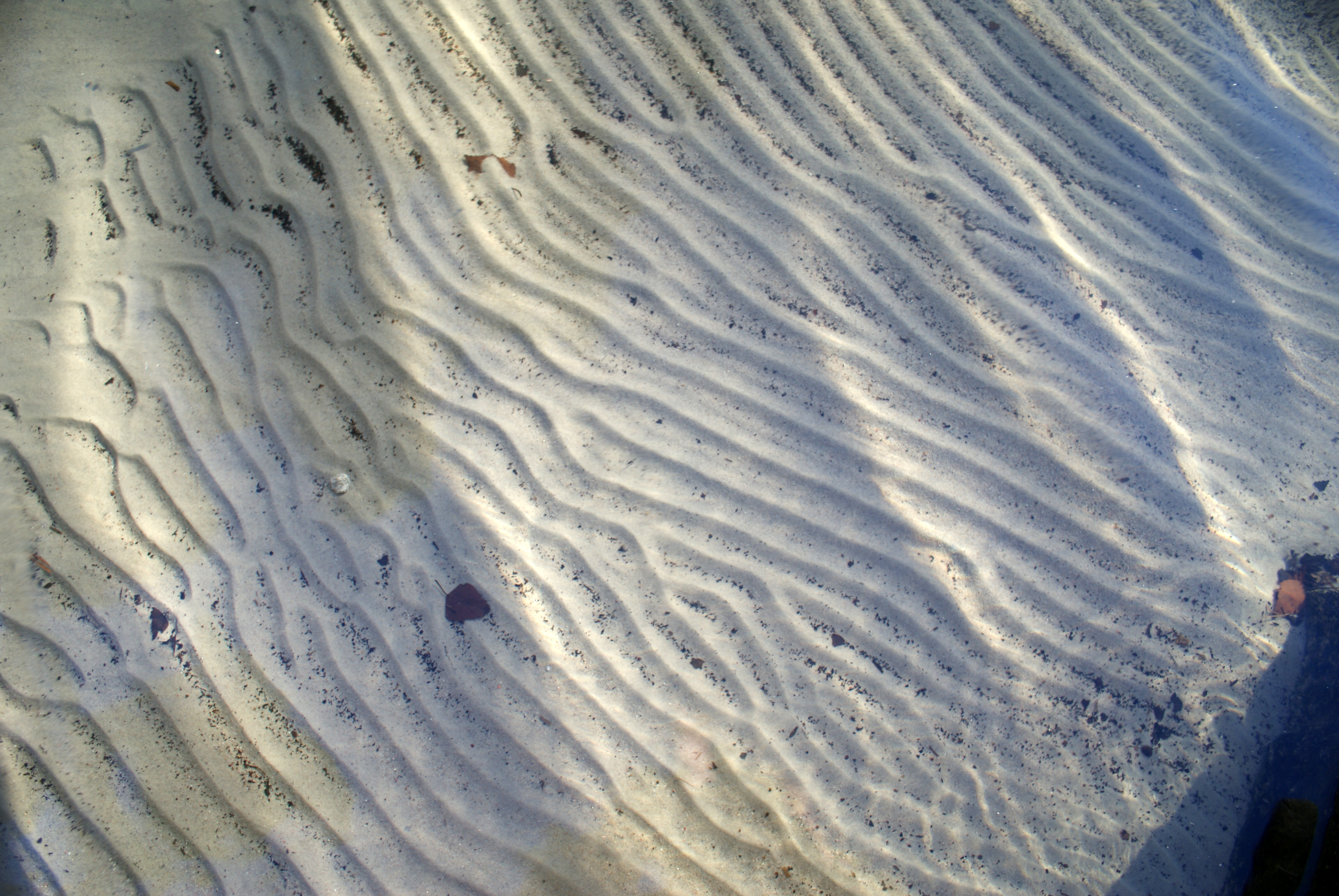
Ripplemarki na dnie jeziora

Riplemarki falowe – riplemarki powstałe pod wpływem oscylacyjnego ruchu wody.
Posiadają zwykle długie i proste zaokrąglone grzbiety i stosunkowo symetryczne profile. Często wykazują bifurkację (rozwidlanie się grzbietów). W przekroju poprzecznym przez wnętrze riplemarka falowego widać zestawy lamin przekątnych oddzielonych powierzchniami niezgodności. Laminy w poszczególnych zestawach mogą być pochylone w różnych kierunkach.